# Jon Lord
Jonathan Douglas "Jon" Lord (9 juny de 1941 – 16 de juliol 2012) fou un compositor, pianista i organista anglès conegut per la seva tasca pionera en la fusió del rock amb la música clàssica o la barroca, en especial amb Deep Purple i Whitesnake, Paice, Ashton & Lord, The Artwoods i The Flower Pot Men. Els seus àlbums en solitari solien incloure parts orquestrals.
El 1968 Lord va fundar Deep Purple, on fou pràcticament el líder del grup fins al 1970. Lord va compondre, juntament amb els altres membres del grup, moltes de les seves cançons més famoses. Ell, i el bateria Ian Paice van ser els únics membres del grup que van estar-s'hi des de 1968 fins al 1976, i des que es van tornar a unir el 1984 fins que Lord es va retirar del grup l'any 2002. El 15 de juliol de 2011 va rebre un doctorat Honoris Causa de la universitat de Leicester, la seva ciutat natal. Va morir el 16 de juliol de 2012 d'una embòlia pulmonar. Patia de càncer de pàncrees.

## Joventut

### Creixença a Leicester
Lord va néixer a Leicester, Anglaterra, el 9 de juny de 1941. Va estudiar piano clàssic des dels cinc anys, i això va ser una influència decisiva en la seva obra. En concret les seves influències anaven des de Bach (una connexió constant en la seva música i en les seves improvisacions) fins a la música popular medieval i la tradició anglesa d'Elgar. De jove va treballar d'oficinista amb un advocat durant dos anys.
De jove, Lord va absorbir el so blues que van ser clau en la seva carrera com a músic de rock, sobretot els sons purs dels grans organistes de blues estatunidencs Jimmy Smith, Jimmy McGriff i "Brother" Jack McDuff, així com l'espectacularitat a l'escenari de Jerry Lee Lewis. Foren influències crucials l'estil jazz-blues d'aquests músics els anys 50 i 60, que utilitzaven el so típic blues de l'orgue Hammond (models B3 i C3), i la combinació d'aquest so amb el sistema d'altaveus Leslie. Lord també afirmava que havia estat influït pel rock progressiu de Vanilla Fudge, després de veure'ls tocar al Regne Unit el 1967. D'altres teclistes de la seva mateixa època durant els anys 70, com Keith Emerson i Rick Wakeman, en general no conreaven el blues, però Lord el va integrar completament en el seu estil personal.

### Trasllat a Londres
Lord va traslladar-se a Londres cap a 1959/60, amb la intenció de fer d'actor, i es va matricular a la Central School of Speech and Drama. Va obtenir alguns papers petits i Lord va continuar tocant el piano i l'orgue en bars musicals i fent de músic de sessió per guanyar-se alguns diners.
Va començar a tocar en grups de Londres l'any 1960 amb el grup de jazz The Bill Ashton Combo. Entre 1960 i 1963, Lord i Ashton van passar al grup Red Bludd's Bluesicians, amb Art Wood com a cantant. En aquesta època, fent de músic de sessió, va tocar el teclat a l'èxit You Really Got Me, dels Kinks, l'any 1964.
Després de desfer-se els Redd Bludd's Bluesicians a finals de 1963, Wood, Lord i el bateria Red Dunnage van formar un altre grup, the Art Wood Combo. En el pinyol del so d'aquest grup hi havia l'orgue rítmic del blues. Van sortir en alguns programes televisius, i van actuar a l'estranger, però no van tenir cap èxit significatiu. L'únic single que va entrar en llistes va ser "I Take What I Want", que va arribar al 28 el 8 de maig de 1966.
El 1967, Lord va formar el grup Santa Barbara Machine Head amb el germà d'Art Wood, Ron Wood (que acabaria formant part dels Stones, i va compondre i gravar tres cançons potents amb molt de teclat, que ja presagiaven el futur estil Deep Purple. Poc després, va substituir el teclista Billy Day a The Flower Pot Men, on va conèixer el baixista Nick Simper. Lord i Simper van anar de gira amb el grup el 1967, però no van gravar res amb ells.

### Formació de Deep Purple
A principis de 1967, per mitjà del seu company de pis Chris Curtis dels The Searchers, Lord va conèixer l'home de negocis Tony Edwards, que volia invertir en el negoci musical. Van avisar un guitarrista de sessió, en Ritchie Blackmore, i allà es van conèixer. Però amb el comportament erràtic d'en Chris Curtis no anaven enlloc. Edwards, però, havia quedat prou impressionat per Jon Lord i li va demanar que organitzés un grup quan Curtis va plegar del tot. Va posar-se en contacte amb en Simper, i van fer tornar en Blackmore d'Hamburg. En principi, el bateria havia de ser el prestigiós Bobby Woodman, però mentre feien el càsting del cantant, Rod Evans de The Maze va venir amb el seu bateria, Ian Paice. Blackmore, que ja coneixia en Paice de 1967 va fer que Paice entrés al càsting. Al principi, el grup es deia Roundabout, i cap al març de 1968 ja constava de la primera formació ("Mark 1") de Deep Purple: Lord, Simper, Blackmore, Paice i Evans.

## Deep Purple

### 1968–1970
Fou en aquest període que va aparèixer el so personal de Lord. Ignorant l'aparició del sintetitzador Moog que havia estat introduït al rock per teclistes com Keith Emerson, va començar a experimentar amb un so de teclat basat en l'orgue Hammond, però més dur que el del blues, i sovint amb distorsions. Això proporcionava un fonament rítmic que complementava la velocitat i la virtuositat de Blackmore en la guitarra solista. També li agradava el so de l'RMI 368 Electra-Piano and Harpsichord, que va utilitzar en cançons com "Demon's Eye", i "Space Truckin'". El 1973, el primer Hammond C3 de Lord es va espatllar i en va comprar un altre a Christine McVie dels Fleetwood Mac. També per aquesta època, Lord i el seu tècnic de teclats, Mike Phillips, van combinar el seu Hammond C3 amb l'RMI. (Lord es va quedar amb aquest Hammond C3 fins que va plegar del grup el 2002).
Lord feia passar el so del Hammond-Leslie per amplificadors Marshall, creant un so pesat i mecànic que donava un contrapunt rítmic a la guitarra solista de Blackmore. També permetia a Lord de competir amb Blackmore fent solos, amb un orgue que sonava tan prominent com la guitarra solista. Un crític va dir: "molts han provat d'imitar l'estil d'en Lord, i tots han fracassat". Lord, fins i tot, va dir: "Hi ha una manera de tocar un Hammond que és diferent. Molta gent comet l'error de pensar que pots tocar un Hammond amb tècnica de piano. Home, sí que pots, però sona com si toquessis un Hammond amb tècnica de piano. De veritat, has d'aprendre a tocar l'orgue. És una tècnica de legato; és una tècnica per aconseguir legato en un instrument que no en té".
A les primeres gravacions de Deep Purple, Lord semblava el líder del grup, encara que no va arribar mai a les llistes d'èxits del Regne Unit fins al disc del Concerto for Group and Orchestra de 1970. Per exemple, el primer èxit del grup, una versió de Hush de Joe South, conté un llarg solo d'orgue, però cap solo de guitarra. Més endavant, la disposició de Lord a tocar moltes de les parts rítmiques clau va donar al guitarrista la llibertat per deixar-se anar, tant en directe com a les gravacions.
Als segon i tercer àlbums de Deep Purple, Lord va començar a mostrar la seva ambició de fondre el rock amb la música clàssica. Un exemple primerenc és la cançó "Anthem" del disc The Book of Taliesyn (1968), però un exemple més clar n'és la cançó "April" del tercer disc del grup (1969). La cançó té tres parts: 1. Lord i Blackmore sols, amb teclats i guitarra acústica, respectivament; 2. un arranjament orquestral complet amb corda; i 3. el grup de rock complet amb veu. L'ambició de Lord va fer augmentar la seva reputació amb els altres músics, però va provocar tensions dins del grup.
Blackmore va estar d'acord a col·laborar amb els experiments de Lord, amb la condició que se li donés més protagonisme al següent disc del grup. El Concerto For Group and Orchestra (de 1969) en va ser el resultat, i fou un dels primers intents del rock de fondre dos idiomes musicals ben diferents. Es va interpretar en directe al Royal Albert Hall el 24 de setembre de 1969 (amb els nous membres del grup Ian Gillan i Roger Glover, (Evans i Simper havien estat acomiadats); la BBC el va gravar i més endavant en va publicar el disc. El Concerto va donar a Deep Purple el seu primer tast de fama i li va donar a Lord la confiança que els seus experiments i el seu talent com a compositor tenien futur. El Concerto també li va donar a Lord l'oportunitat de treballar amb figures consagrades de la música clàssica, com el director Malcolm Arnold, que va col·laborar amb la seva tècnica musical ajudant a Lord a fer la partitura, i protegint-lo de l'inevitable menyspreu dels músics més grans de l'orquestra.

### 1970–1976

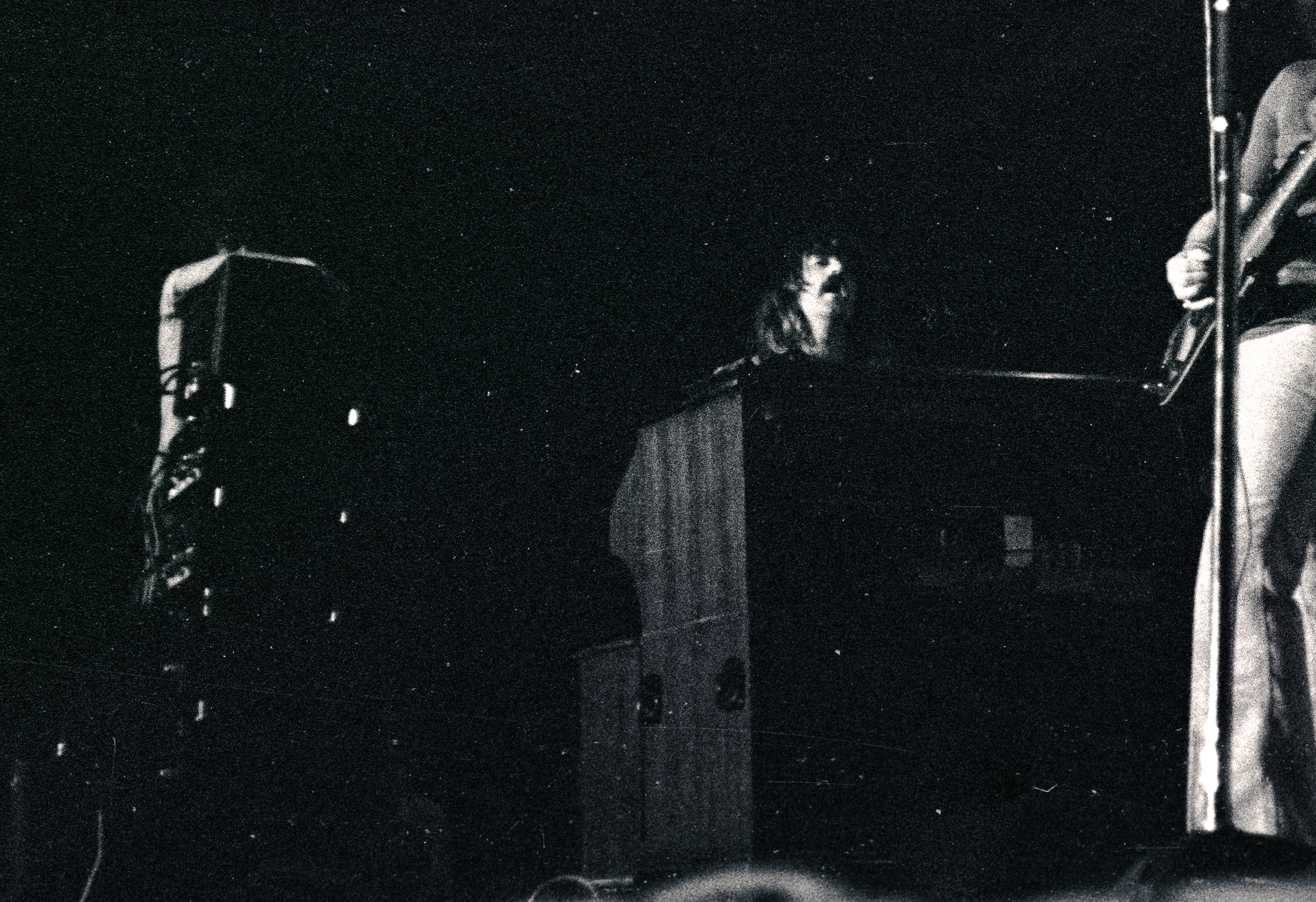
Lord amb Deep Purple de gira al Niedersachsenhalle, Hannover, Alemanya, 1970

Havent acabat els flirtejos amb la música clàssica, els Purple van començar a treballar amb Deep Purple in Rock, per a la seva nova discogràfica Harvest el 1970. Aquest disc es considera avui un dia una de les obres clau del primer hard rock. Lord i Blackmore competien per brillar més l'un que l'altre, sovint en improvisacions a mitja cançó, a l'estil crida i resposta (en and the band disintegrated incançons com ara "Speed King")
, també a les actuacions en directe, amb resultats molt efectius. De manera similar, "Child in Time" presenta una interpretació de Lord amb el màxim efecte tonal. El solo experimental de Lord a "Hard Lovin' Man" (que incloïa una interpolació amb sirenes de policia) d'aquest disc era la seva actuació en estudi preferida.
Deep Purple va treure una colla d'àlbums entre Fireball el 1971 i Come Taste the Band el 1975. Gillan i Glover van plegar el 1973 i Blackmore el 1975, i el grup es va desfer el 1976. Els punts més alts de l'obra de Lord amb els Purple durant aquesta època inclouen el disc de 1972 Machine Head (que presenta els seus subratllats rítmics a "Smoke on the Water" i "Space Truckin'", a més dels solos d'orgue de "Highway Star" i "Lazy"), l'espectacularitat sonora del disc en directe Made in Japan (1972), un solo llarg i ple d'efectes a "Rat Bat Blue" del disc Who Do We Think We Are (1973), i en general, tota la seva tasca a Burn de 1974.
Roger Glover, més endavant, va descriure Lord com un autèntic "solista arquer Zen", perquè les seves millors improvisacions de teclat li sortien al primer intent. La seva fidelitat estricta al so de l'orgue Hammond C3, al contrari de l'experimentació amb sintetitzadors dels seus contemporanis, el col·loca clarament en la categoria de músic de jazz-blues, lluny del so de rock progressiu de Keith Emerson i Rick Wakeman. Poques vegades Lord es va aventurar en el terreny dels sintetitzadors als discos de Deep Purple, sovint limitant la seva experimentació al ring modulator del Hammond, per donar un so 'espacial' a les interpretacions en directe de cançons com "Space Truckin'". Alguns dels escassos exemples de Lord utilitzant el sintetitzador inclouen "'A' 200", l'última cançó de Burn, i "Love Child" del disc Come Taste the Band.

A principis de 1973 Lord va afirmar: 
| « | Som igual de vàlids que qualsevol cosa de Beethoven. (NME, Març de 1973) | » |

## Lord compositor
Lord va continuar concentrant-se en les seves aspiracions clàssiques durant la seva carrera a Deep Purple. La BBC, engrescada per l'èxit del Concerto, li va encarregar una altra obra i va fer "Gemini Suite", que fou interpretada per Deep Purple i la Light Music Society dirigida per Malcolm Arnold al Royal Festival Hall el setembre de 1970, i també a Múnic amb la Kammerorchester dirigida per Eberhard Schoener el gener de 1972. Això va ser la base del primer disc en solitari de Lord, Gemini Suite, editat el novembre de 1972, amb les veus d'Yvonne Elliman i Tony Ashton i amb la London Symphony Orchestra i un grup amb Albert Lee a la guitarra.
La col·laboració de Lord amb Schoener va donar com a resultat una segona interpretació en directe de la Suite a finals de 1973 i un nou disc de Lord amb Schoener, titulat Windows, el 1974. Va ser l'obra més experimental de Lord, i va obtenir reaccions diverses. Això no obstant, les diversions amb Bach a Windows i el plaer de col·laborar amb Schoener van tenir com a resultat potser l'obra de Lord en solitari on es nota més segur i el seu disc orquestral més potent, Sarabande, gravat a Alemanya el setembre de 1975 amb la Philharmonia Hungarica dirigida per Schoener.
Format per vuit peces (des de l'obertura de Fantasia fins a la Finale), almenys cinc peces formen la construcció típica d'una suite de dansa barroca. Les peces clau, Sarabande, Gigue, Bouree, Pavane i Caprice presenten una rica orquestració complementada de vegades per interludis de temes rock, tocat per un grup de sessió on hi destacaven Pete York, Mark Nauseef i Andy Summers (abans de Police, i on Lord tocava l'orgue i els sintetitzadors.
El març de 1974, Lord i Paice havien col·laborat amb el seu amic Tony Ashton a First of the Big Bands, atribuït a 'Ashton & Lord' i que presentava una colla de músics de sessió de molt talent, com Carmine Appice, Ian Paice, Peter Frampton i el saxofonista de sessió de Pink Floyd, Dick Parry. Van tocar la major part del disc en directe al London Palladium el setembre de 1974.
Això va ser la base del primer projecte de Lord després de Deep Purple, Paice, Ashton & Lord, que només va durar un any i van editar un sol disc, Malice in Wonderland el 1977. Va crear un grup informal d'amics i col·laboradors amb Ashton, Paice, Bernie Marsden, Boz Burrell i, més endavant, Mick Ralphs i Simon Kirke de Bad Company, i d'altres. Durant el mateix període, Lord va col·laborar com a convidat en discos de Maggie Bell, Nazareth i fins i tot l'artista folk Richard Digance. Apressat per la necessitat de pagar una suma exorbitant d'impostos quan va tornar al Regne Unit a finals dels 70 (els excessos dels Purple incloïen un avió privat i una casa a Hollywood que Lord va llogar a l'actriu Ann-Margret), Lord va unir-se a Whitesnake el nou grup fundat per l'antic cantant de Deep Purple, David Coverdale, l'agost de 1978 (Paice s'hi va afegir el 1980 i s'hi va quedar fins a 1982). Whitesnake continuava l'estil que s'havia presentat a Paice, Ashton & Lord i estava inspirat en el nom i la portada del disc de 1975 de Lord, Sarabande.

## Whitesnake, 1978–1984
La tasca de Lord dins de Whatesname estava bàsicament limitada a afegir color (o, en les seves pròpies paraules, un 'halo') per arrodonir un so blues-rock que ja tenia dos guitarres solistes, Bernie Marsden i Micky Moody. Va afegir un piano Yamaha Electric Grand al seu arsenal, i finalment una pila de sintetitzadors per cortesia de Moog (MiniMoog, Opus, Polymoog) per poder tocar el blues que calia sovint, i per crear seccions de corda i d'altres efectes. Aquest tipus de feina és evident en cançons com ara "Here I Go Again", "Wine, Women and Song", "She's a Woman" i "Till the Day I Die". Alguns singles van entrar a les llistes britàniques, i Lord, que ja tenia més de 40 anys, va actuar unes quantes vegades a Top of the Pops entre 1980 i 1983. Més endavant va expressar la seva frustració de ser un empleat mal pagat. El seu malestar (i les ganes de Coverdale de refer la formació i baixar-ne l'edat mitjana per atacar el mercat americà) va ajudar a la reunificació de Deep Purple Mk II el 1984.
L'últim concert amb Whitesnake de Jon Lord va tenir lloc el 16 d'abril de 1984 al programa Mandagsborsen de la televisió sueca.
Mentre estava amb Whitesnake, Lord va tenir l'oportunitat de gravar dos àlbums en solitari molt diferents. Before I Forget de 1982 constava de 8 cançons força normals, sense orquestra, algunes de rock convencional i d'altres balades clàssiques angleses. També van col·laborar-hi alguns dels millors músics britànics de rock. Lord va utilitzar-hi els sintetitzadors més que mai.
A més, el productor Patrick Gamble, de la ITV li va encarregar la banda sonora de la sèrie de 1984 Country Diary of an Edwardian Lady, amb una orquestra dirigida per Alfred Ralston, i amb una colla de temes suaus i pastorals compostos per Lord. Va col·laborar com a convidat en discos d'amics seus com George Harrison (Gone Troppo de 1982), David Gilmour de Pink Floyd (About Face de 1983), Cozy Powell (Octopus el 1983) i tocant en una adaptació de Wind in the Willows. Va compondre i produir la banda sonora de la pel·lícula d'acció White Fire (1984).

## Obra tardana, 1984–2006
Lord va reaparèixer amb Deep Purple el 1984 i el grup va tenir un gran èxit de públic; la seva gira de 1985 va ser la segona amb més recaptació als Estats Units, i van fer un concert amb 70.000 espectadors sota la pluja a Knebworth, Anglaterra el 22 de juny 1985, presentant el disc Perfect Strangers. Tocar amb la rejovenida formació Mk. II dels Purple (van passar una temporada en una granja per posar-se tots plegats en forma) i tornar a tocar en directe i a l'estudi amb Blackmore, li va donar a Lord l'oportunitat de tornar a ser ell mateix. La seqüència d'obertura en 'rubato' per la primera cançó del disc, "Knocking at Your Back Door", li va permetre de fer la seva obra més potent en molts anys, inclosa la cançó "Perfect Strangers". Van seguir més discos de Deep Purple, de qualitat variada, i cap a finals dels 90, Lord tenia ganes d'explorar noves vies dins la seva carrera musical.

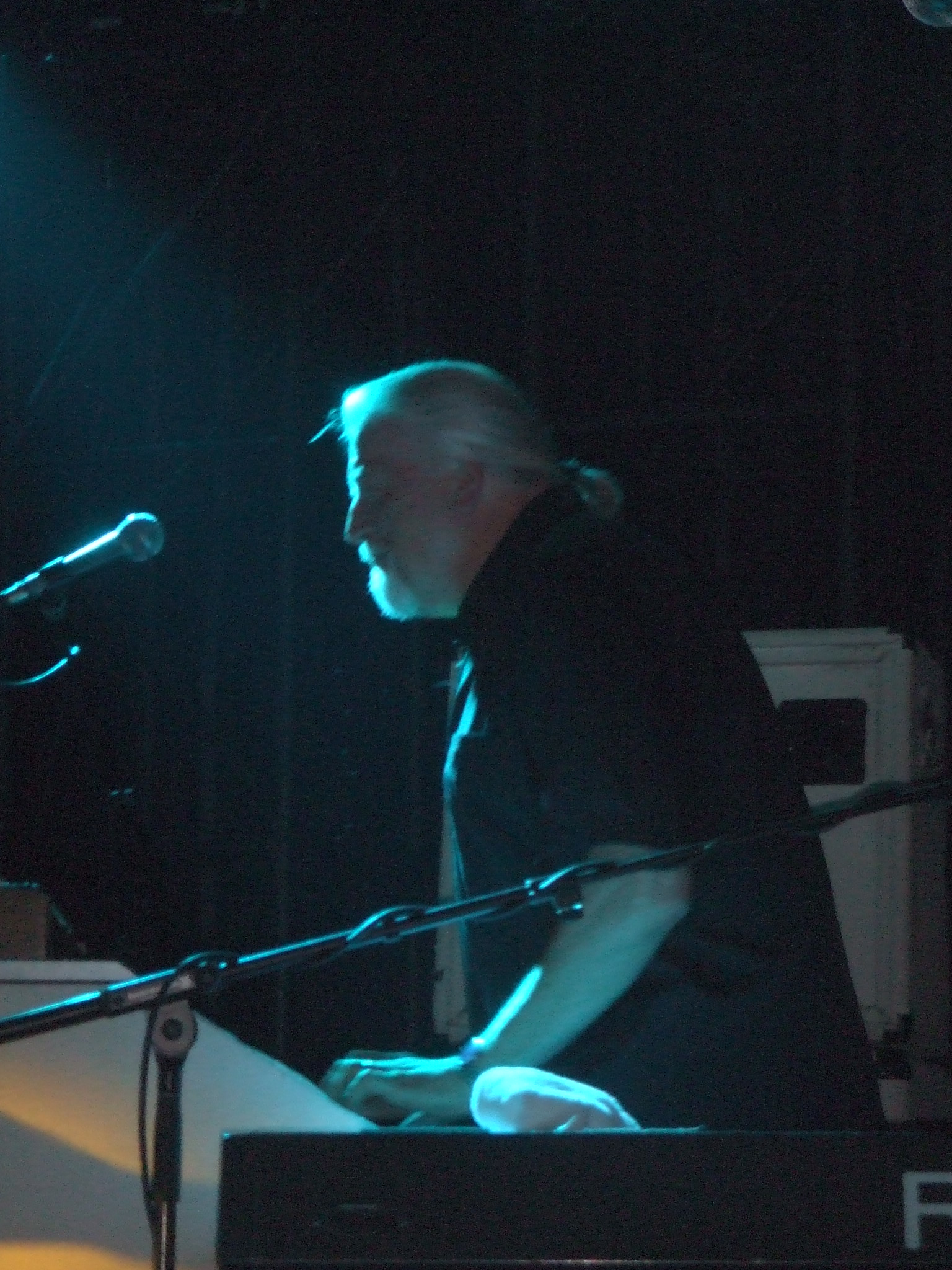
Jon Lord tocant al Sunflower Jam, Londres, 2007

El 1997, va crear potser la seva obra més personal, Pictured Within, editada el 1998, amb una gira europea per promocionar-la. La mare de Lord, Miriam, havia mort l'agost de 1995 i el disc reflecteix a tot arreu el dol de Lord. Gravat principalment a la seva segona casa, la ciutat de Colònia (Alemanya), les cançons del disc tenen un regust d'Elgarian i alpí a parts iguals. Lord va signar amb Virgin Classics per editar-la, i potser ho va veure com la primera etapa abans de plegar de Deep Purple i embarcar-se en una carrera solista menys prominent i més tranquil·la. Lord es va retirar finalment de Deep Purple en termes amistosos el 2002, després d'una lesió al genoll que al final no va requerir cirurgia. Més endavant va dir, "Deixar Deep Purple va ser tan traumàtic com sempre havia sospitat que seria, i encara més – si m'entens". Fins i tot hi va dedicar una cançó al seu disc en solitari de 2004, Beyond the Notes, anomenada "De Profundis". El disc es va gravar a Bonn amb el productor Mario Argandoña entre el juny i juliol de 2004.

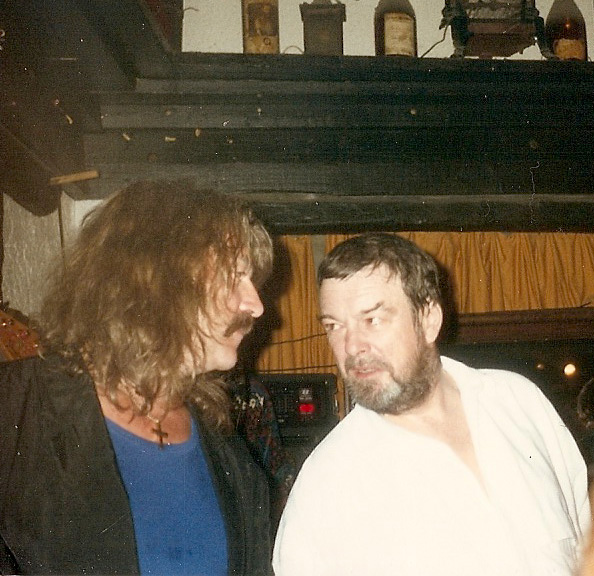
Tony Ashton amb Jon Lord, una actuació a l'Hotel Post, març de 1990

Pictured Within i Beyond the Notes són l'obra més personal de Lord i, en conjunt, tenen el que potser li manca a la seva obra en solitari anterior, una veu musical clara que sigui totalment seva. Junts, tots dos discos són peces d'artesania madures d'un home que està en contacte amb ell mateix i la seva espiritualitat. Lord va anar fent-se a Europa un lloc i un grup d'afeccionats reduïts però diferenciats. Va col·laborar amb l'antiga estrella d'ABBA i amiga de la família, Frida (Anni-Frid Lyngstad) a la cançó de 2004, "The Sun Will Shine Again" (amb lletra de Sam Brown) i va actuar amb ella per tot Europa. També va fer concerts per Europa per estrenar la peça orquestral Boom of the Tingling Strings.
El 2003 també va recuperar el seu llegat R-n-B/blues per gravar un disc de cançons clàssiques a Sydney, amb Jimmy Barnes, titulat Live in the Basement, de Jon Lord and the Hoochie Coochie Men, demostrant que era un dels instrumentistes més eclèctics i amb més talent del rock britànic. El setembre de 2006 va actuar amb altres estrelles en benefici de l'organització caritativa que dirigia la dona d'Ian Paice, Jackie (germana bessona de la dona de Lord, Vicky). Lord hi va tocar amb Paul Weller, Robert Plant, Phil Manzanera, Ian Paice i Bernie Marsden.

## Obra final, des de 2006
Dues composicions de Lord, Boom of the Tingling Strings i "Disguises (Suite for String Orchestra)", es van gravar a Dinamarca el 2006 i es van editar l'abril de 2008 a EMI Classics, totes dues amb la Symfoniorkester d'Odense, dirigida per Paul Mann. A més, es va gravar un segon disc de Hoochie Coochie Men el juliol de 2006 a Londres. Aquest disc, Danger – White Men Dancing, es va llançar l'octubre de 2007.
El seu Durham Concerto, encarregat per la Universitat de Durham per les celebracions del seu 175è aniversari, es va estrenar el 20 d'octubre de 2007 a la catedral de Durham amb la Royal Liverpool Philharmonic Orchestra, amb Lord tocant l'orgue Hammond. Va convertir-se en un èxit a l'emissora britànica Classic FM, juntament amb el seu concert de piano Boom of the Tingling Strings.
Lord era (gairebé) veí de l'antic Beatle, George Harrison, i va tocar el piano a l'obra pòstuma de Harrison Brainwashed (2002).
Lord va publicar el disc To Notice Such Things el 29 de març de 2010. L'obra principal del disc, del mateix títol, és una suite de sis moviments per flauta solista, piano i orquestra de corda. El disc estava inspirat i dedicat a la memòria del gran amic de Lord, Sir John Mortimer, advocat, dramaturg, i guionista, que havia mort el gener de 2009. El disc va tenir força vendes des del primer dia del seu llançament. Al cap de sis dies va entrar a les llistes de música clàssica en el número 4.
Entre els projectes que tenia entre mans, hi havia un encàrrec per fer un concert per a orgue Hammond i orquestra, amb parts especials per timbales. La peça havia d'estrenar-se amb l'Oslo Philharmonic Orchestra amb Tom Vissgren a les timbales a Oslo, Noruega la primavera de 2012.
Fins al juliol de 2012, Lord també havia estat treballant amb el nou supergrup WhoCares, on també hi havia el cantant Ian Gillan de Deep Purple, el guitarra Tony Iommi de Black Sabbath, el segon guitarra Mikko Lindström de HIM, el baix Jason Newsted, ex de Metallica i el bateria Nicko McBrain d'Iron Maiden. A principis de mes, Lord havia cancel·lat una interpretació del seu concert de Durham a Alemanya per continuar amb el seu tractament mèdic.

## Vida privada
Jon Lord estava casat amb Vickie Lord, la bessona de la dona d'Ian Paice, Jackie. Tenia dues filles, Amy, amb Vickie, i Sara, amb la seva primera esposa Judith Feldman, amb qui havia estat casat des de 1969 fins al seu divorci el 1981.

## Mort
El 2011, a Lord li van diagnosticar un càncer de pàncrees. Va morir el 16 de juliol de 2012, envoltat de la seva família en una clínica de Londres després d'una embòlia pulmonar.

## Discografia

### Santa Barbara Machine Head
- 1968 Blues Anytime Vol. 3 ("Porcupine Juice", "Albert", "Rubber Monkey")
- 1969 An Anthology of British Blues Vol. 2
- 2002 Pre-Purple People ("Porcupine Juice", "Albert", "Rubber Monkey")

### Obres en solitari i orquestrals amb Deep Purple
- 1969 Concerto for Group and Orchestra (amb Deep Purple)
- 1971 The Last Rebel (amb Ashton, Gardner & Dyke) – banda sonora de la pel·lícula
- 1972 Gemini Suite
- 1974 First of the Big Bands (amb Tony Ashton)
- 1974 Windows (amb Eberhard Schoener)
- 1976 Sarabande
- 1982 Before I Forget
- 1984 Country Diary of an Edwardian Lady (amb Alfred Ralston) – banda sonora de la sèrie televisiva
- 1993 Gemini Suite Live (amb Deep Purple)
- 1993 First of the Big Bands - BBC Live in Concert 1974 (amb Tony Ashton)
- 1996 The Best (recopilació)
- 1998 Pictured Within
- 2000 In Concert with the London Symphony Orchestra (amb Deep Purple)
- 2003 Jon Lord With Pictures (documental en DVD)
- 2004 Beyond The Notes
- 2004 Beyond The Notes Live (DVD)
- 2008 Boom of the Tingling Strings
- 2008 Durham Concerto
- 2010 To Notice Such Things[11]
- 2011 Jon Lord Blues Project Live
- 2011 Jon Lord Live (Bucharest 2009)
- 2012 Concerto for Group and Orchestra (nova versió gravada en estudi)

### Amb The Hoochie Coochie Men
- 2003 Live at the Basement
- 2007 Danger. White Men Dancing

### Altres intervencions
- 1964 Kinks (The Kinks, "You Really Got Me")
- 1967 Sound & Movement (The Leading Figures)
- 1968 I Shall Be Released/Down in the Flood (Boz Burrell, SP)
- 1968 Sundragon (Sundragon)
- 1968 Madena/Standing Still (Anan, SP)
- 1972 What a Bloody Long Day It's Been (Ashton, Gardner & Dyke, "The Falling Song" – strings arr.)
- 1974 Rampant (Nazareth, "Glad When You're Gone", "Shanghai'd in Shanghai")
- 1976 Wizard's Convention (Eddie Hardin)
- 1978 More Than Meets the Eye (Joe Breen)
- 1979 Commercial Road (Richard Digance)
- 1979 And About Time Too (Bernie Marsden)
- 1980 Look at Me Now (Bernie Marsden)
- 1981 Line-Up (Graham Bonnet, "Don't Stand in the Open")
- 1982 Gone Troppo (George Harrison, "Circles")
- 1983 Octopuss (Cozy Powell)
- 1984 About Face (David Gilmour)
- 1985 Wind in the Willows (Eddie Hardin)
- 1986 Detroit Diesel (Alvin Lee, "Ordinary Man", "Let's Go")
- 1989 Super Drumming Folge 1 & 2 (Pete York)
- 1990 Rock Aid Armenia – The Earthquake Album ("Smoke on the Water '90")
- 1990 About Love and Life (Vicki Brown, "We Are One")
- 1990 April Moon (Sam Brown, "Contradictions")
- 1990 Pete York Presents Super Drumming Volume 3 ("I Got Rhythm", "Heavy Ravel", "Gemini – Voice", "Windows")
- 1992 Cherkazoo & Other Stories (Ian Gillan, archival recordings 1972–74)
- 1992 Wind in the Willows – A Rock Concert (Eddie Hardin, gravat en directe el 1991, DVD 2003)
- 1992 The Drums Are Back (Cozy Powell, "The Rocket", "The Legend Of The Glass Mountain")
- 1992 Zoom (Alvin Lee, "Real Life Blues", "Wake Up Moma")
- 1994 Carnival of Light (Ride, "Moonlight Medicine")
- 1994 How Does It Feel to Feel (Ride, EP, "Journey to the End of Universe")
- 1995 Still a Few Pages Left (Hardin & York, "Stuck On You")
- 2002 Brainwashed (George Harrison, "Brainwashed")
- 2003 Bluesheart (Miller Anderson, "Help Me", "Runnin' Blues")
- 2005 Legends of Rock – 50 Jahre Rock (CD/DVD, en directe per la ZDF 2004)
- 2005 Min Jul (Maria Arredondo, arrangements)
- 2006 Gillan's Inn (Ian Gillan, "When A Blind Man Cries", "Demon's Eye", "Smoke On The Water")
- 2008 Army of One (Espen Lind, "Sweet Love", "The Music Takes You There")
- 2009 Endangered Species – Live At Abbey Road 2000 (Tony Ashton & Friends, CD/DVD)
- 2009 Childline Rocks 2009 (Ltd. Ed., "Pictured Within", "Child in Time", "You Keep On Moving")
- 2010 Stay Tuned (Bernhard Welz, "Child In Time")
- 2011 Dance (The Smith Quartet, writer of "Zarabanda Solitaria")
- 2011 Out of My Mind (WhoCares, charity CD single)
- 2011 The Odyssey, Live (David Bedford, archive performance from 1977)

### Aparicions en cinema i televisió
- 1991 Deep Purple – Heavy Metal Pioneers (Warner, entrevistat)
- 1995 Rock Family Trees, ep. 'Deep Purple' (BBC, entrevistat)
- 2002 Classic Albums, ep. 'Deep Purple – Machine Head' (ITV, entrevistat)
- 2004 The South Bank Show, ep. 'Malcolm Arnold – Toward the Unknown Region' (ITV, entrevistat)
- 2007 Ian Gillan – Highway Star: A Journey in Rock (entrevistat)
- 2009 John Mortimer – A Life in Words (BBC, entrevistat)
- 2009 Soul To Song, ep. 'Smoke On The Water' (televisió japonesa, entrevistat)
- 2010 Heavy Metal Britannia (BBC, entrevistat)
- 2010 I'm in a Rock n' Roll Band, ep. 'The Other One' (BBC, entrevistat)
- 2011 Metal Evolution (SkyArts, entrevistat)
- 2011 How the Brits Rocked America (BBC, entrevistat)

### Vídeos musicals (amb Whitesnake i Deep Purple)
- 1968 Hush
- 1969 Hallelujah
- 1970 Black Night
- 1970 Speed King
- 1971 Into The Fire
- 1971 Fireball
- 1971 Demon's Eye
- 1971 No No No
- 1972 Highway Star
- 1972 Never Before
- 1980 Fool For Your Loving
- 1981 Don't Break My Heart Again
- 1984 Slow & Easy
- 1984 Love Ain't No Stranger
- 1985 Perfect Strangers
- 1985 Knocking at Your Back Door
- 1985 Under the Gun
- 1985 Nobody's Home
- 1987 Bad Attitude
- 1987 Call of the Wild
- 1988 Hush '88
- 1991 King of Dreams
- 1991 Love Conquers All
- 1996 Sometimes I Feel Like Screaming